# Richard Capellmann
Richard Capellmann (* 20. November 1904 in Bozen, Österreich-Ungarn; † 20. Juli 1972 in Italien) war ein deutscher Opern-, Operetten- und Konzertsänger in der Stimmlage Bass.

## Leben
Richard Capellmann wurde 1904 in Bozen, damals Teil der österreichisch-ungarischen Monarchie, heute Italien, geboren. Seine Kindheit verbrachte er in Wien. Er studierte Chemie und arbeitete anschließend als Betriebsingenieur in einem Kabelwerk. Nebenbei absolvierte er über vier Jahre hinweg ein Gesangsstudium bei Josef von Manowarda. 1935 wurde er an die Bayerische Staatsoper München verpflichtet, wo er drei Jahre lang bis 1938 kleinere Partien sang. Für die Saison 1938/1939 erhielt er ein Engagement in den böhmischen Bädern Teplitz-Schönau und Karlsbad. Dort sang er insbesondere in der Ungarischen Hochzeit (Dostal) und in Drei Wochen Sonne (Hard-Warden). Von 1939 bis 1941 stand er in Wuppertal unter Vertrag, wo er am 5. Februar 1941 an der Uraufführung der Oper Fürstin Tarakanowa von Boris Blacher mitwirkte. Anschließend führte ihn sein Karriereweg von 1941 bis 1943 nach Dresden und von 1943 bis 1944 nach Breslau. Wegen seiner ungewöhnlichen Größe stellte er die Fundusverwalter und Kostümbildner der Spielstätten vor Probleme; leichter hatte es Capellmann, wenn der Akzent auf der Gesangskunst lag wie bei den Rundfunksendern, bei denen er oft zu Gast war.
Nach dem Zweiten Weltkrieg gab er ein Gastspiel an der Hamburger Oper. Als ihn Fritz Lehmann zu den Internationalen Händel-Festspielen nach Göttingen einlud, blieb er drei Jahre in der niedersächsischen Universitätsstadt. Seine letzte Station und damit längste Verweildauer war von 1949 bis 1971 das Stadttheater Bielefeld. Er sang dort zum Beispiel 1953/1954 in Puccinis La Bohème. Ab 1953 wirkte er dort auch als Regisseur. Mit seiner Beteiligung wurde am 25. Februar 1961 die Oper Die Verlobung von San Domingo von Winfried Zillig uraufgeführt. Im selben Jahr spielte und sang Capellmann in der Fernsehinszenierung von Offenbachs Die Banditen Bramarbasso, den Befehlshaber der mantuanischen Truppen.
Der Bühnen-, Konzert- und Radiosänger Richard Capellmann fand vor allem an Operetten Gefallen, sang aber auch populäre Lieder für Schallplattenproduktionen ein. Er war zeitweilig mit der Altistin Ruth Lange verheiratet.

## Tonaufnahmen
1950 produzierte der WDR Köln unter Franz Marszalek eine Gesamtaufnahme der Operette Karneval in Rom von Johann Strauss, in der neben Capellmann als Graf Falconi u. a. Peter Anders, Willy Hofmann, Liselotte Losch, Willy Schneider und Ruth Zillger mitwirkten. Ein Querschnitt daraus war auch auf einer RCA-Langspielplatte erhältlich. 1954 gab Polydor, die in ähnlicher Besetzung (neben Capellmann: Rita Streich, Peter Anders, Peter Witsch, Willy Schneider) eingespielte Aufnahme von Carl Millöckers Der Bettelstudent als EP heraus. Diese Aufnahme war bereits früher als Schellackplatte veröffentlicht worden. Von der 1961er Fernsehinszenierung der Banditen gibt es seit 2013 bei Line Music/Cantus Classics in der Reihe Historische Tondokumente eine Gesamtaufnahme auf Doppel-CD. Fried Walter dirigierte dabei das Orchester des Hamburger Rundfunks, während Helge Rosvaenge die Hauptrolle übernahm. Des Weiteren ist Capellmann auf diversen Kompilationen vertreten.